# Артинське сільське поселення
А́ртинське сільське поселення (рос. Артинское сельское поселение) — сільське поселення у складі Ульотівського району Забайкальського краю Росії.
Адміністративний центр та єдиний населений пункт — село Арта.

## Населення
Населення сільського поселення становить 686 осіб (2019; 770 у 2010, 903 у 2002).